# Fields Corner (Metro de Boston)
Fields Corner  es una estación en la línea Roja del Metro de Boston. La estación se encuentra localizada en Dorchester Avenue & Charles Avenue en Boston, Massachusetts. La estación Fields Corner fue inaugurada el 5 de noviembre de 1927. La Autoridad de Transporte de la Bahía de Massachusetts es la encargada por el mantenimiento y administración de la estación.

## Descripción
La estación Fields Corner cuenta con 2 plataformas laterales y 2 vías. 

## Conexiones
La estación es abastecida por las siguientes conexiones: 
- Rutas de autobuses: 15, 17, 18, 19, 201, 202, 210